# Bonham (Texas)
Bonham ist die Bezirkshauptstadt des Fannin County im Bundesstaat Texas in den Vereinigten Staaten von Amerika. Das U.S. Census Bureau hat bei der Volkszählung 2020 eine Einwohnerzahl von 10.408 ermittelt.
Die Stadt ist das Handelszentrum und Sitz der County-Verwaltung (County Seat) des Fannin Countys.

## Geographie
Die Stadt liegt zentral im Fannin County im Nordosten von Texas, etwa 25 Kilometer südlich der Grenze zu Oklahoma und hat eine Gesamtfläche von 24,2 km². Die Entfernung zu Dallas im Südwesten beträgt etwa 110 Kilometer.

## Geschichte
Die Spuren von Bonham, einer der ältesten Städte in Texas, gehen zurück bis in das Jahr 1837, als Bailey Inglish hier etwa zwei Kilometer vom heutigen Zentrum entfernt ein zweistöckiges Blockhaus, genannt Fort Inglish, baute. Inglish und weitere Bekannte siedelten dann hier ab dem Sommer 1837 und die Ansiedlung wurde Bois D'Arc benannt. 1843 wurde vom texanischen Kongress der Name Bloomington für die Stadt vergeben, diese aber anschließend umbenannt in Bonham, zu Ehren von James Butler Bonham, einem Helden und Verteidiger von Alamo. Am 2. Februar 1848 wurde Bonham als Stadt eingetragen.
Nach der Anbindung an die Texas and Pacific Railroad begann der Ort zu wachsen und 1885 gab es sechs Kirchen, drei Colleges, zwei öffentliche Schulen, drei wöchentlich erscheinende Zeitungen, eine Sägemühle, zwei Getreidemühlen, Stromversorgung und 2300 Einwohner. 1890 kamen eine Ölmühle, Straßenbahn und eine Eisfabrik sowie die Texas Power and Light Company als örtlicher Stromerzeuger hinzu. 1925 wurde der Ort an die Gasversorgung angeschlossen.

Während des Zweiten Weltkriegs wurde in der Nähe von Bonham ein Ausbildungslager und eine Flugschule der US Air Force eingerichtet, ebenso ein Kriegsgefangenenlager für Deutsche und deutsche Soldaten. Teile des Lagers können noch heute besichtigt werde.

## Demographie
Nach der Volkszählung im Jahr 2000 lebten hier 9.990 Menschen in 2.884 Haushalten und 1.848 Familien. Die Bevölkerungsdichte betrug 412,1 Einwohner pro km2. Ethnisch betrachtet setzt sich die Bevölkerung zusammen aus 76,27 % weißer Bevölkerung, 16,77 % Afroamerikanern, 0,84 % amerikanischen Ureinwohnern, 0,48 % Asiaten, 0,03 % Bewohnern aus dem pazifischen Inselraum und 4,22 % aus anderen ethnischen Gruppen. Etwa 1,39 % stammen von zwei oder mehr Rassen ab und 8,75 % der Bevölkerung sind Spanier oder Latein-Amerikaner.
Von den 2.884 Haushalten hatten 28,6 % Kinder unter 18 Jahre, die im Haushalt lebten. 44,9 % davon waren verheiratete, zusammenlebende Paare. 14,9 % waren allein erziehende Mütter und 35,9 % waren keine Familien. 31,7 % aller Haushalte waren Singlehaushalte und in 16,6 % lebten Menschen, die 65 Jahre oder älter waren. Die Durchschnittshaushaltsgröße betrug 2,37 und die durchschnittliche Größe einer Familie 2,98 Personen.
17,8 % der Bevölkerung waren unter 18 Jahre alt, 13,3 % von 18 bis 24, 33,6 % von 25 bis 44, 19,3 % von 45 bis 64, und 15,9 % die 65 Jahre oder älter waren. Das Durchschnittsalter war 36 Jahre. Auf 100 weibliche Personen aller Altersgruppen kamen 164,0 männliche Personen. Auf 100 Frauen im Alter von 18 Jahren und darüber kamen 179,9 Männer.
Das jährliche Durchschnittseinkommen eines Haushalts betrug 26.131 USD, das Durchschnittseinkommen einer Familie 35.721 USD. Männer hatten ein Durchschnittseinkommen von 26.035 USD gegenüber den Frauen mit 21.897 USD. Das Prokopfeinkommen betrug 11.840 USD. 18,1 % der Bevölkerung und 12,6 % der Familien lebten unterhalb der Armutsgrenze. Davon waren 21,9 % Kinder und Jugendliche unter 18 Jahren und 18,8 % waren 65 oder älter.

## Kriminalität
Die Kriminalitätsrate hat einen Index von 370,0 Punkte. (Vergl. US-Landesdurchschnitt: 327,2 Punkte)

2004 gab es acht Vergewaltigungen, vier Raubüberfälle, 60 tätliche Angriffe auf Personen, 88 Einbrüche, 320 Diebstähle und 20 Autodiebstähle.

## Söhne und Töchter der Stadt
- Wendelin Joseph Nold (1900–1981), römisch-katholischer Geistlicher, Bischof von Galveston
- Kenny Marchant (* 1951), Politiker der Republikanischen Partei
- Stephen Flowers (* 1953), Philologe der Germanistik, esoterischer Runologe und Okkultist
- Charlie Cole (1955–2019), Fotograf und Fotojournalist